# آیتکن (دهانه)
آیتکن یک دهانه برخوردی در ماه‌ است.

## دهانه‌های اقماری
این دهانه ۶ دهانه اقماری دارد.
| Aitken | عرض جغرافیایی | طول جغرافیایی | قطر          |
| ------ | ------------- | ------------- | ------------ |
| A      | ۱۴.۰° S       | ۱۷۳.۷° E      | ۱۳.۰ کیلومتر |
| C      | ۱۴.۰° S       | ۱۷۵.۸° E      | ۷۴.۰ کیلومتر |
| G      | ۱۶.۸° S       | ۱۷۴.۲° E      | ۷.۰ کیلومتر  |
| N      | ۱۷.۷° S       | ۱۷۲.۷° E      | ۷.۰ کیلومتر  |
| Y      | ۱۲.۰° S       | ۱۷۳.۲° E      | ۳۵.۰ کیلومتر |
| Z      | ۱۵.۱° S       | ۱۷۳.۳° E      | ۳۳.۰ کیلومتر |